# ویتس بورگ (واشینگتن)
ویتس بورگ (به انگلیسی: Waitsburg) شهری در شهرستان والا والا ایالت واشنگتن است که در سرشماری سال ۲۰۱۰ میلادی، ۱۲۱۷ نفر جمعیت داشته است.